# Open Quimper Bretagne Occidentale 2023
L'Open Quimper Bretagne Occidentale è stato un torneo maschile di tennis giocato sul cemento indoor. È stata la 14ª edizione del torneo, facente parte della categoria Challenger 125 nell'ambito dell'ATP Challenger Tour 2023. Si è giocato al Parc des Expositions di Quimper, in Francia, dal 23 al 29 gennaio 2023.

## Partecipanti

### Teste di serie
| Nazionalità | Giocatore        | Ranking* | Testa di serie |
| ----------- | ---------------- | -------- | -------------- |
| Francia     | Quentin Halys    | 61       | 1              |
| Francia     | Grégoire Barrère | 83       | 2              |
| Canada      | Vasek Pospisil   | 99       | 3              |
| Moldavia    | Radu Albot       | 100      | 4              |
| Svizzera    | Dominic Stricker | 118      | 5              |
| Austria     | Dennis Novak     | 132      | 6              |
| Italia      | Matteo Arnaldi   | 134      | 7              |
| Francia     | Luca Van Assche  | 143      | 8              |

* Ranking al 16 gennaio 2023.

### Altri partecipanti
I seguenti giocatori hanno ricevuto una wild card per il tabellone principale:
- Arthur Fils
- Pierre-Hugues Herbert
- Lucas Pouille

I seguenti giocatori sono entrati in tabellone come alternate:
- Sebastian Ofner
- Santiago Fa Rodríguez Taverna

I seguenti giocatori sono passati dalle qualificazioni:
- Johan Sebastien Tatlot
- Calvin Hemery
- Nicolas Moreno de Alboran
- Illja Marčenko
- Bu Yunchaokete
- Giovanni Mpetshi Perricard

I seguenti giocatori sono entrati in tabellone come lucky loser:
- Evan Furness
- Nick Hardt

## Punti e montepremi
| Torneo    | Torneo              | V      | F      | SF    | QF    | 2T    | 1T    | Q | Q2  | Q1  |
| Singolare | Punti               | 125    | 75     | 45    | 25    | 11    | 0     | 5 | 2   | 0   |
| Singolare | Premi in denaro (€) | 19 650 | 11 570 | 6 850 | 3 990 | 2 345 | 1 420 | – | 710 | 355 |
| Doppio    | Punti               | 125    | 75     | 45    | 25    | –     | 0     | – | –   | –   |
| Doppio    | Premi in denaro (€) | 8 420  | 4 900  | 2 940 | 1 750 | –     | 990   | – | –   | –   |

## Campioni

### Singolare
Grégoire Barrère ha sconfitto in finale  Arthur Fils con il punteggio di 6–1, 6–4.

### Doppio
Sadio Doumbia /  Fabien Reboul hanno sconfitto in finale  Anirudh Chandrasekar /  Arjun Kadhe con il punteggio di 6–2, 6–4.